# Anonthobium moui
Anonthobium moui är en skalbaggsart som beskrevs av Renaud Maurice Adrien Paulian 1984. Anonthobium moui ingår i släktet Anonthobium och familjen bladhorningar.
Artens utbredningsområde är Nya Kaledonien. Inga underarter finns listade i Catalogue of Life.